# Irgalmas Samaritánus közösség
Az Irgalmas Samaritánus közösség kecskeméti alapítású, római katolikus, karizmatikus közösség, amelynek elsődleges missziója a másokért való ima és közbenjárás.

## Története
Az Irgalmas Samaritánus közösség 2011 őszén, a Kecskeméti főplébánián tartott Szentlélek szeminárium résztvevőiből alakult. A közösség élete kezdetben a heti rendszerességgel tartott imaösszejövetelekből állt. 2014-ben indították útjára az Irgalom Forrása közbenjáró szolgálatot.

## Tevékenysége
A közösség heti rendszerességgel tart imaösszejöveteleket. Az iskolai tanítási időszak alatt minden második hónap (szeptember, november, január, március, május) utolsó vasárnapján kerül megrendezésre az Irgalom Forrása közbenjáró szolgálat a Kecskeméti Nagytemplomban, az Oltáriszentség jelenlétében. Az alkalmak ingyenesek és mindenki számára nyitottak, nem csak a katolikus híveknek.